# Cagnes látképe
A Cagnes látképe Chaim Soutine festménye, amely a New York-i Metropolitan Művészeti Múzeum gyűjteményének része.

## Keletkezése
Soutine 1913-ban érkezett Párizsba Litvániából, azzal a szándékkal, hogy festő lesz. Összebarátkozott több más zsidó művésszel, köztük Marc Chagall-lal és Amedeo Modiglianival. Nem követett egyetlen meghatározott stílusirányzatot sem, de vonzódott El Greco, Vincent van Gogh és a fauvisták kifejező képeihez.
Soutine elsősorban portréiról és csendéleteiről híres, de készített tájképeket is. 1923 és 1925 között hosszabb időt töltött Cagnes-sur-Mer hegyvidéki településen, közel az Azúr-parthoz. A Cagnes látképe is ebben az időben, 1924–1925-ben készült. A zöld, kék és okkersárga ecsetvonások megidézik a vidék derűs és nyugodt hangulatát, miközben a hullámzó, energetikus ecsetvonások egyfajta lüktető atmoszférát teremtenek. A kép 60,3 × 73,3 centiméteres. A festményt a New York-i Perls házaspár ajándékozta a Metropolitan Művészeti Múzeumnak 1997-ben.